# 54863 Gasnault
54863 Gasnault è un asteroide della fascia principale. Scoperto nel 2001, presenta un'orbita caratterizzata da un semiasse maggiore pari a 2,5615387 UA e da un'eccentricità di 0,0964130, inclinata di 5,19334° rispetto all'eclittica.